# Los Angeles County Lifeguards
| Badvaktstorn och räddningsfordon samt räddningsbåt och helikopter från USA:s kustbevakning. |  | Badvaktstorn och räddningsfordon samt räddningsbåt och helikopter från USA:s kustbevakning. |
| Badvaktstorn och räddningsfordon samt räddningsbåt och helikopter från USA:s kustbevakning. |  |                                                                                             |

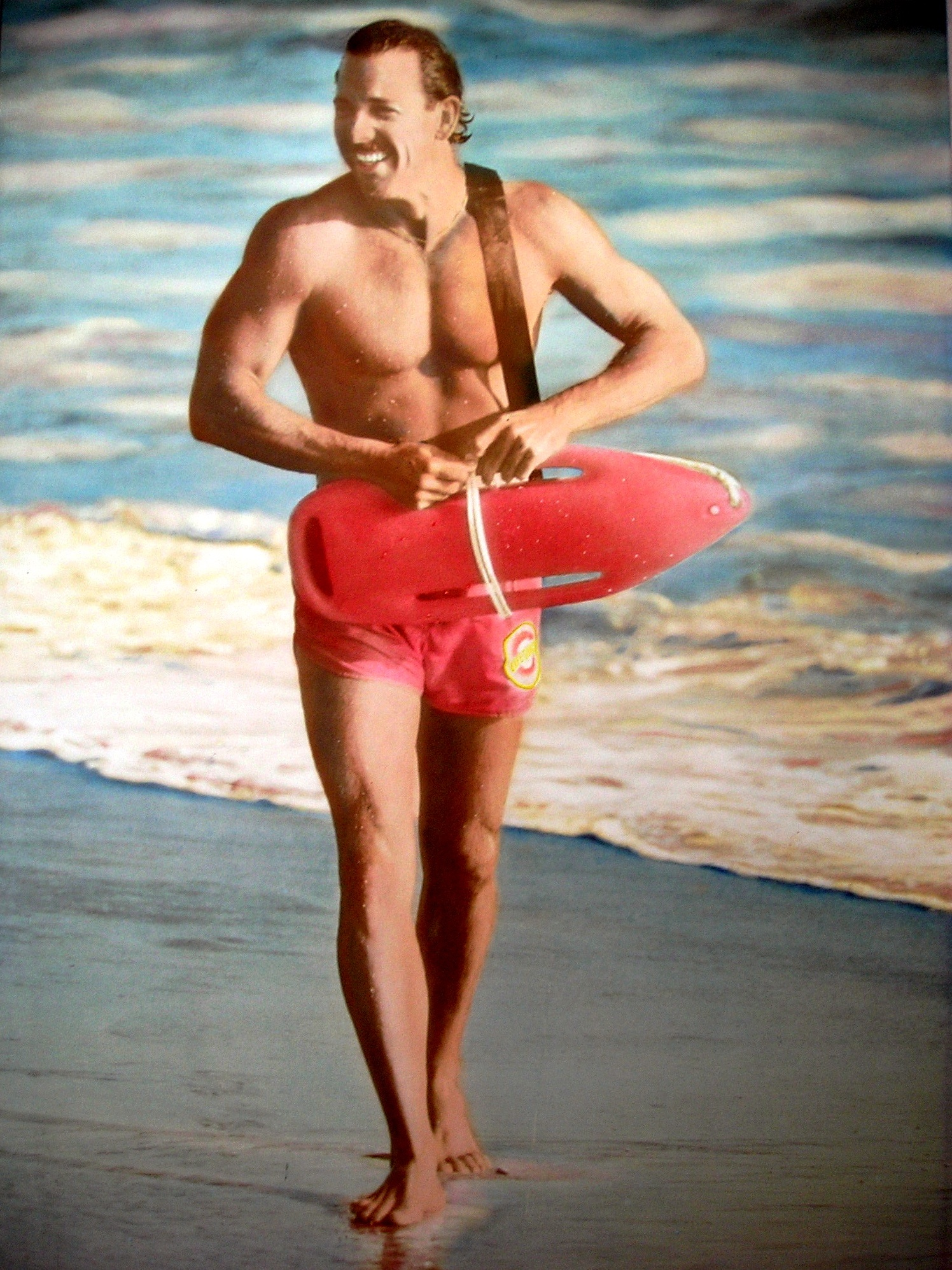
Gregory J. Bonann i de karaktäristiska röda badkläderna som badvakterna bär och med räddningsdunk i hand på Will Rogers State Beach, 1989.

Los Angeles County Lifeguards är sedan 1994 en avdelning inom Los Angeles County Fire Department som ansvarar för badvakter på offentliga stränder i Los Angeles County (50 kilometer) och sjöräddning längs med dess inre kust (116 kilometer) som sträcker sig från Malibu i norr till San Pedro i söder samt för Santa Catalina Island.

## Verksamhet
Innanför ansvarsområdet finns 159 badvaktstorn och 24 badvaktsstationer. Styrkan består av 174 heltidsanställda och 614 som är anställda på halvtid eller säsongsbasis (engelska: recurrents). Styrkan är den största med badvakter i hela världen. Badvakterna har genom sin fackförening, Los Angeles County Lifeguard Association, kunnat erhålla förmånliga övertidsersättningar som gör att vissa under ett år kan tjäna mer än Kaliforniens guvernör.

## Populärkultur
Tv-serien Baywatch med David Hasselhoff i huvudrollen, som producerades mellan 1989 och 2001, skapades av badvakten Gregory J. Bonann och baserades på dennes erfarenheter.